# Episodi di Casa dolce casa (seconda stagione)
La seconda stagione della sitcom italiana Casa dolce casa è andata in onda in seconda serata su Canale 5 dal 26 settembre 1992 al 5 febbraio 1993. Visto il successo ottenuto nella prima stagione, la sitcom viene spostata dalla serata del venerdì a quella del sabato. Dal 17º episodio la serie viene programmata nella seconda serata del giovedì ed in seguito al venerdì.
| nº | Titolo                    | Prima TV Italia   |
| -- | ------------------------- | ----------------- |
| 1  | Canditi preziosi          | 26 settembre 1992 |
| 2  | Sarò madre                | 3 ottobre 1992    |
| 3  | Il paradiso può attendere | 10 ottobre 1992   |
| 4  | Donna in carriera         | 17 ottobre 1992   |
| 5  | Vecchia fiamma            | 24 ottobre 1992   |
| 6  | Pulizie pasquali          | 31 ottobre 1992   |
| 7  | Recita di beneficenza     | 7 novembre 1992   |
| 8  | Aiutare fa bene?          | 14 novembre 1992  |
| 9  | Tutta colpa della gelosia | 21 novembre 1992  |
| 10 | La ruota della fortuna    | 28 novembre 1992  |
| 11 | Fiocco azzurro            | 5 dicembre 1993   |
| 12 | Mi faccio la barca        | 12 dicembre 1993  |
| 13 | Regali di Natale          | 19 dicembre 1993  |
| 14 | Cenone di Capodanno       | 2 gennaio 1993    |
| 15 | Bolle di sapone           | 9 gennaio 1993    |
| 16 | Vigilantes                | 16 gennaio 1993   |
| 17 | Il triangolo no           | 21 gennaio 1993   |
| 18 | Dimmi cosa mangi          | 28 gennaio 1993   |
| 19 | Vento dell'est            | 1993              |
| 20 | Le pulci                  | 5 febbraio 1993   |

## Canditi preziosi
Sofia ha acquistato presso un antiquario una cassettiera, ignara del fatto che all'interno di uno dei cassetti è nascosto un sacchetto contenente pregiate pietre preziose. Le pietre preziose hanno scatenato l'interesse di due soggetti poco raccomandabili che vogliono entrare in possesso delle pietre in tutti i modi: inizialmente si offrono di consegnare un altro mobile al posto di quello acquistato da Sofia, successivamente cercano di intrufolarsi nottetempo, infine cercano di recuperare le pietre addirittura con una rapina...ma le preziose pietre hanno fatto una fine inaspettata.

## Sarò madre
Julie sta accudendo il suo nipote ma dovendo sbrigare una commissione chiede al portiere Pietro di accudire il neonato fino al suo ritorno.  Proprio durante l'assenza di Julie torna Marco carico della spesa chiestagli dalla moglie, e scambiandola per una nelle borse degli acquisti appena fatti, prende anche la culla col nipotino di Julie. Una volta giunti a casa Marco e Sofia si mettono in testa che quel bambino sia il loro nipotino e si complimentano con loro figlia. Ben presto si renderanno conto che quella culla è li per errore e cerano invano di capire se in uno dei negozi frequentati da Marco qualcuno avesse perso una culla con un neonato. Non sapendo a chi affidare il piccolo pensano ad un amico single e, proprio mentre questi si prepara alla pratica per l'adozione si scopre.

## Il paradiso può attendere
Chiara tornando a casa, dice di avere finalmente conosciuto l'uomo della sua vita. si tratta di Clarino, una persona matura, capo di una setta che annovera migliaia di seguaci. Chiara, orgogliosa di essere stata scelta dal maestro, decide di entrare a far parte della associazione e di presentare Clarino ai genitori. Marco e Sofia lo accolgono gentilmente in casa loro, ma scoprono ben presto di aver a che fare con un impostore.

## Recita di beneficenza
Sofia amareggiata dagli atti di violenza e di vandalismo che ogni giorno riempiono le pagine dei giornali, decide di compiere un gesto di altruismo. Assieme alla sua famiglia organizza uno spettacolo teatrale, Otello, per allietare il soggiorno dei carcerati. Marco veste i panni del protagonista, Sofia quelli di Desdemona e Pietro, il portiere, è il suggeritore. Tre detenuti in regime di semilibertà si presentano in casa Bonetti per assistere alle prove, che, purtroppo, risultano disastrose.

## La ruota della fortuna
Marco ha avuto una giornata particolarmente sfortunata. Al lavoro il suo direttore lo ha minacciato di licenziamento per un ammanco di trentadue milioni e, uscito dall'ufficio, ha trovato la macchina scassinata. Rincasando, trova i due figli sul piede di guerra perché sono due mesi che non ricevono la paga e, come se non bastasse, Sofia è stata presa dalla febbre del gioco e spende un sacco di soldi al lotto. Inoltre, Sofia, per attirare la fortuna sta riempiendo la casa di amuleti, incensi e persino un teschio che il figlio Giulio ha rubato a scuola, nell'aula di scienze naturali.

## Vigilantes
Da qualche tempo nel condominio dei Bonetti si verificano alcuni furti e Sofia, preoccupata fa mettere nella propria casa la porta blindata e le grate alle finestre. Da quel momento Marco ha l'immediata reazione di essere chiuso in gabbia. Come se non bastasse, grazie alla distrazione di Sofia, i Bonetti rimangono a lungo tempo prigionieri della propria casa. L'esperienza si rivela traumatica per Marco, che da quel momento assume strani atteggiamenti.

## Il triangolo no
Sofia desiderosa di riacquistare una invidiabile silhouette prende accordi con un massaggiatore a domicilio. Le frequenti visite dell'uomo misterioso, che avvengono quando Marco è fuori casa, non mancano di insospettire il portiere che non perde tempo ad informare il signor Bonetti. Marco immagina immediatamente che la moglie abbia un amante e, disperato, vede già la propria famiglia distrutta. decide quindi di chiedere consiglio ai figli Giulio e Chiara.

## Dimmi cosa mangi
Marco e Sofia non resistono ai morsi della fame. A qualsiasi ora del giorno Marco si prepara succulenti panini con salsiccia e Sofia mangia pezzi di cioccolata che tiene accuratamente nascosta. Chiara, da buona igienista, li mette in guardia contro i pericoli della cattiva alimentazione e stabilisce una dieta macrobiotica per tutta la famiglia. Tutti, durante il giorno, fingono di sottostare alle ferree regole alimentari, ma durante la notte organizzano banchetti luculliani dal portiere Pietro.

## Le pulci
Marco invita a cena il suo capufficio nella speranza di ottenere una promozione che aspetta da molto tempo. Durante la serata, il figlio Giulio torna da scuola e senza un motivo apparente inizia a grattarsi con foga. Inizialmente, nessuno si preoccupa di lui, ma le cose cambiano quando il preside telefona ai Bonetti e allarmato, li avvisa che l'istituto è infestato dalle pulci. Nel giro di pochissimo tempo la situazione degenera e la casa viene completamente invasa dagli animaletti e il capufficio di Marco scappa indignato.